# Tsetseg
Tsetseg (mongol cyrillique : Цэцэг сум, Tsetseg sum) est un sum de l'aïmag (province) de Khovd dans l’ouest de la Mongolie. Sa capitale est Tsetsegnuur.
Tsetseg signifie fleur en mongol et Tsetsegnuur lac de fleurs.